# リベルタドール・ベルナルド・オイギンス州

リベルタドール・ベルナルド・オイギンス州
VI Región del Libertador General Bernardo O'Higgins

オイギンス州（スペイン語: Región de O'Higgins）は、チリの州。州都はランカグア。州名はチリの独立の父、解放者ベルナルド・オイギンスに由来する。
正式名称はリベルタドール・ベルナルド・オイギンス州（スペイン語: Región del Libertador General Bernardo O'Higgins）。第VI州とも。

## 隣接州
- バルパライソ州
- 首都州
- メンドーサ州
- マウレ州

## 行政区分
三つの県から構成される。
- カチャポアル県
- コルチャグア県
- カルデナル・カロ県